# Mandella cinctiventris
Mandella cinctiventris är en tvåvingeart som först beskrevs av Roberts 1928.  Mandella cinctiventris ingår i släktet Mandella och familjen svävflugor. Inga underarter finns listade i Catalogue of Life.